# Eenpersoonshuishouden
Een eenpersoonshuishouden is een huishouden dat bestaat uit één persoon. Een persoon die een eenpersoonshuishouden vormt wordt ook wel een alleenwonende genoemd. Een eenpersoonshuishouden kan bestaan uit een alleenstaande, maar ongeveer een kwart van de alleenwonenden tussen de 18 en 65 jaar heeft een relatie (soms aangeduid als living apart together).
Nederland telde in 2005 ongeveer 7 miljoen huishoudens waarvan er 2,4 miljoen uit één persoon bestond (34,4%), wat neerkomt op 15% van de bevolking. Volgens prognoses zal het aantal eenpersoonshuishoudens toenemen tot 3,4 miljoen in 2030 (De Jong, 2003).
Men kan eenpersoonshuishoudens in 4 groepen verdelen:
- personen die na het verlaten van het ouderlijk huis alleen wonen. Dit zijn:
  - mensen die uiteindelijk wel willen samenwonen; vaak zijn dit jonge mensen (van de 20- tot 25-jarige mannen woont meer dan de helft alleen; van de vrouwen in deze leeftijdsgroep is dat ruim 40 procent), maar het kunnen ook mensen zijn die langere tijd geen partner om mee samen te wonen vinden
  - personen die bewust alleen leven en niet uitgaan van het idee ooit samen te wonen
- personen die (tijdelijk) alleen wonen nadat hun relatie is ontbonden.
- oudere mensen die achterblijven nadat hun partner overleden is. Dit zijn voornamelijk vrouwen. Oorzaak hiervan is dat vrouwen gemiddeld vijf jaar langer leven dan mannen en de meeste vrouwen trouwen met een man die gemiddeld twee jaar ouder is.